# Naturpark Weinidylle

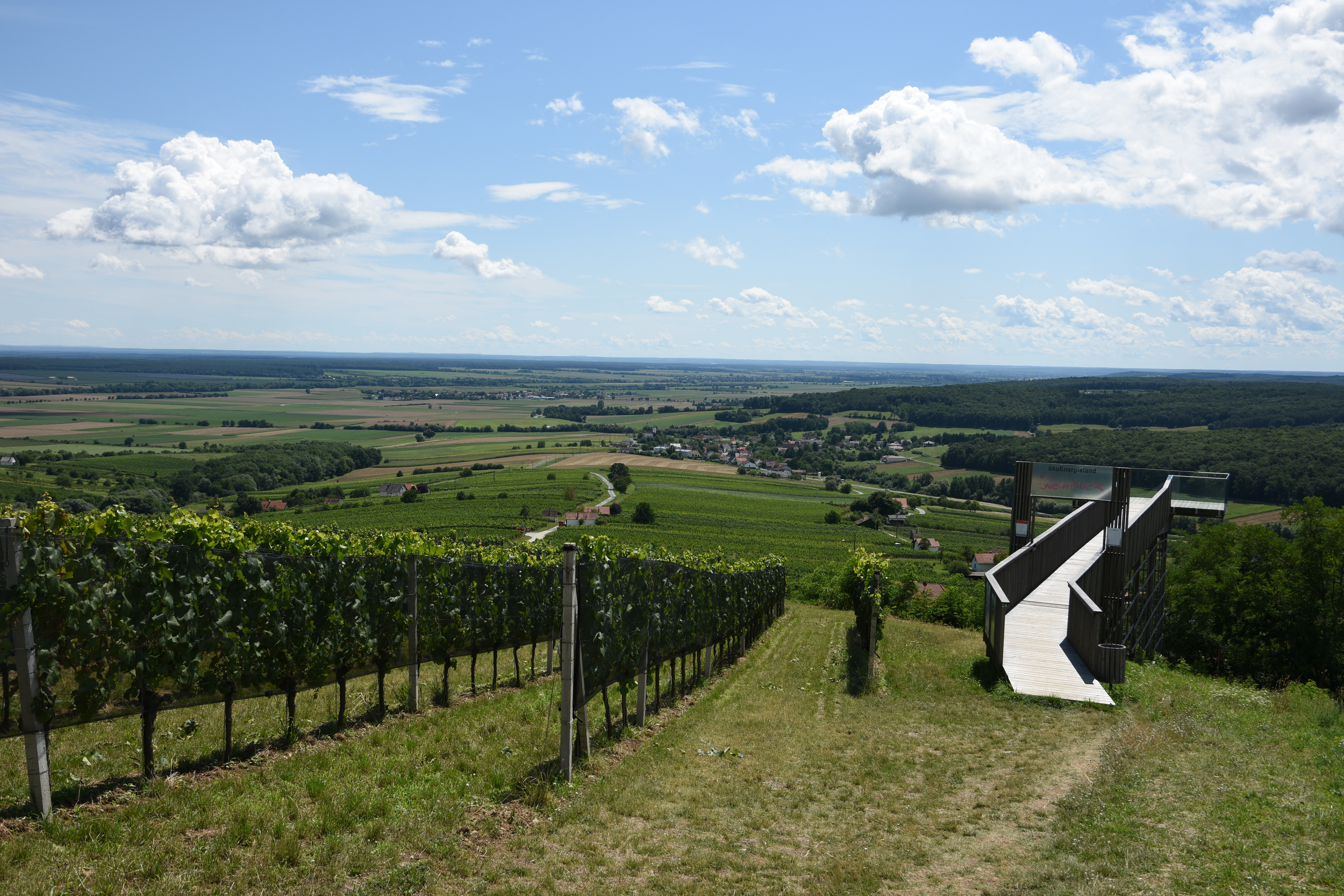
Die Landschaft des Naturparks ist hügelig geprägt, mit kleinflächig angelegten Weingärten – wie etwa am Eisenberg in Deutsch Schützen-Eisenberg.

Der Naturpark Weinidylle, auch bekannt als Naturpark in der Weinidylle, liegt im Osten der südburgenländischen Bezirke Güssing und Oberwart. Er gehört zum Weinbaugebiet Weinidylle – der kleinsten Weinbauregion des Burgenlandes, in der sich auch das Hauptanbaugebiet des Uhudler befindet. Der Park ist Teil des grenzübergreifenden Interreg-Projektes Weinidylle AT-HU.

## Lage und Beschreibung

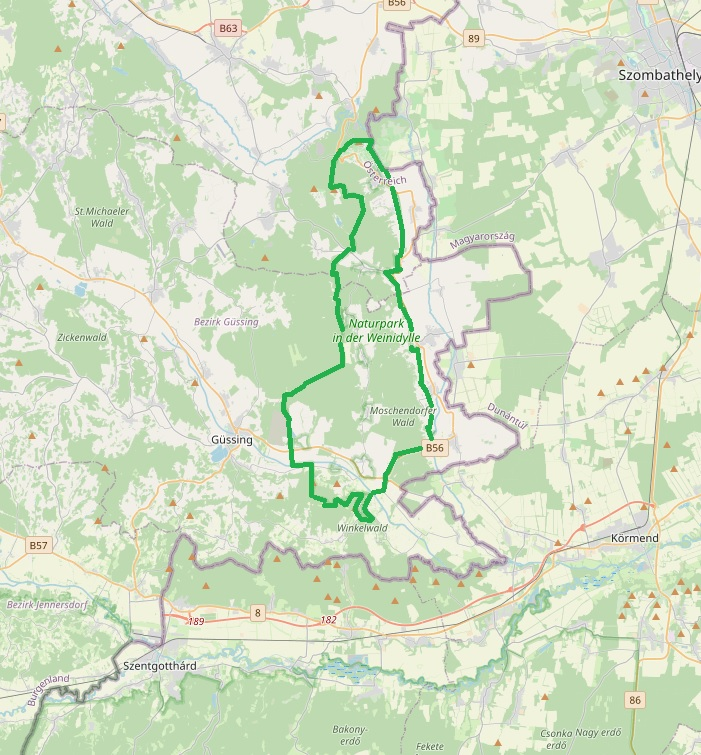
Der Naturpark Weinidylle liegt im äußersten Südosten Österreichs direkt an der Grenze zu Ungarn.

Gelegen ist der Naturpark im äußersten Südosten Österreichs, im unteren Pinka- und Stremtal. Er hat eine Fläche von 7.270 ha und erstreckt sich auf einer Länge von rund 20 km zwischen den Orten Eisenberg an der Pinka im Norden und Heiligenbrunn im Süden. Dabei verläuft er in unmittelbarer Nähe der Staatsgrenze zum Nachbarland Ungarn, abschnittsweise auch direkt im Grenzbereich.
Dem Park gehören acht Naturparkgemeinden an: Bildein, Deutsch Schützen, Eberau, Güssing, Heiligenbrunn, Kohfidisch, Moschendorf und Strem.
Gegründet wurde der Naturpark per Verordnung der Burgenländischen Landesregierung vom 4. Mai 1999. Er geht in seinen Grundzügen aber bereits auf den im Jahre 1978 gegründeten Naturpark in den Gemeinden Güssing und Tobaj zurück, der 1999 größtenteils in den Naturpark in der Weinidylle integriert wurde. Gleichzeitig wurden die beiden Landschaftsschutzgebiete Südburgenländisches Hügel- und Terrassenland (unter Schutz gestellt 1974) und Kellerviertel Heiligenbrunn (unter Schutz gestellt 1969) in den neu gegründeten Naturpark integriert.

## Flora und Fauna
Die Landschaft des Parks ist vom Übergang des Oststeirischen Hügellandes in die Pannonische Tiefebene geprägt. Die steil abfallenden Hänge am Westrand des Pinka- und Stremtales sind teils bewaldet und mit kleinflächig angelegten Weingärten mit verstreut liegenden Obstbäumen durchsetzt. In den Rieden werden Welschriesling, Blaufränkisch und diverse Uhudlersorten angebaut, in den Streuobstwiesen finden sich Bäume mit verschiedenen Stein- oder Kernobstsorten. Am Fuße der Weinberge liegen oft kleine Kellergassen mit Buschenschenken oder vereinzelte Kellerstöckl, in denen die Besitzer teilweise auch Wein ausschenken.
An den Flussläufen von Pinka und Strem finden sich unterschiedliche Arten von Auwäldern und Feuchtwiesen, die teilweise zu den artenreichsten im Burgenland zählen. Einige Altläufe und relikte Gerinne durchziehen diese Überschwemmungsgebiete, und vereinzelt gibt es auch Tümpel oder Feuchtbiotope. In den feuchten Böden ringsum finden sich vor allem im Frühling viele Geophyten, wie Schneeglöckchen, Frühlingsknotenblume, Blaustern, Scharbockskraut und Buschwindröschen. Zusätzlich kommen seltene Arten wie der Scheiden-Gelbstern, das Muschelblümchen und die in Österreich vom Aussterben bedrohte Schachblume vor.
Die verschiedenen Gewässer sind Heimat für zahlreiche Libellen- und Fischarten, darunter viele seltene und teils auch gefährdete Arten. Zusammen mit unterschiedlichen Amphibien, wie etwa dem Moorfrosch oder der Erdkröte, stellen sie eine Nahrungsmittelquelle für die im Naturpark heimischen Vogelarten dar, wie etwa den Graureiher, den Weißstorch oder den Seeadler. In den mäandernden Altarmen und den teilweise renaturierten Flussläufen finden sich auch einige Biberpopuplationen. Die stellenweise noch vorhandenen Stockkulturen der oft noch händisch bearbeiteten Weingärten mit ihren selten oder gar nicht gespritzten Uhudlerweinsorten weisen Vorkommen seltener Insektenarten auf, wie das der Steppengrille oder der Vierpunktigen Sichelschrecke.

## Natürliche Sehenswürdigkeiten

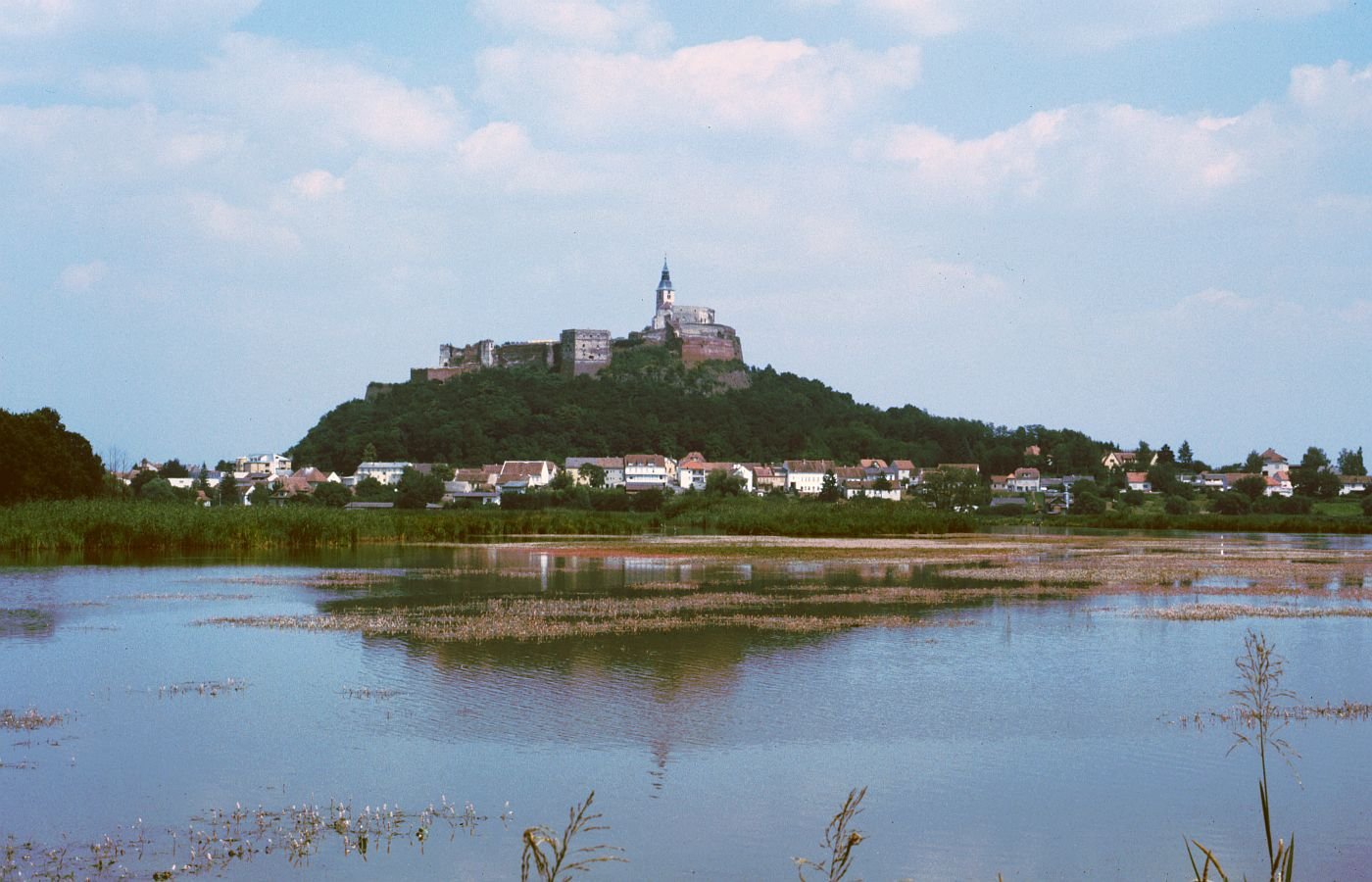
Die Fischteiche unterhalb der Burg Güssing

- Biotop Eberau: ca. 0,5 ha großes Feuchtbiotop am Nordrand von Eberau, Natur- und Erholungsgebiet
- Biotop Heiligenbrunn: etwa 1 ha großes Biotop ca. 500 m östlich des Dorfes, Natur- und Erholungsgebiet
- Fischteiche Güssing: 1905–1916 angelegte Teichwirtschaft mit vier Teichen und einer Wasserfläche von ca. 60 ha am Westrand von Güssing, Ramsar-Naturschutzgebiet[15]
- Schachblumenwiesen Hagensdorf-Luising: ca. 47,65 ha großes Naturschutzgebiet, größtes Vorkommen der vom Aussterben bedrohten Schachblume in Österreich
- Stausee Urbersdorf: etwa 10 ha großer Stausee nordöstlich von Urbersdorf mit angrenzendem Wildgehege, umgeben vom ca. 2,5 km langen Clusius-Naturlehrpfad[16]
- Stremtalwiesen bei Strem: Feuchtwiesengebiete im Bereich der Strem, verfügen über Vorkommen botanischer Raritäten wie Lungen-Enzian oder Gelber Taglilie[17]

## Kulturelle Sehenswürdigkeiten

### Burgen und Schlösser

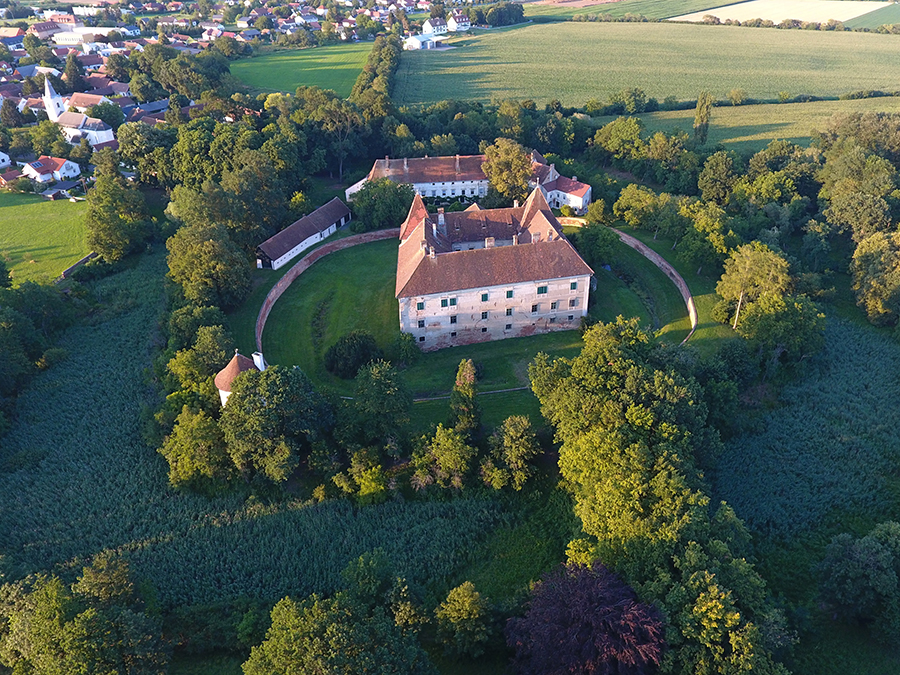
Luftansicht der Schlossanlage von Eberau

- Burg Güssing: älteste Festungsanlage des Burgenlandes mit Wurzeln bis ins Jahr 1157; seit 1524 Stammsitz der Familie Batthýany; erhebt sich auf einem Porphyrkegel im Zentrum Güssings
- Kastell Batthyány: schlossähnlicher Arkadenbau aus dem 18. Jahrhundert, am Südrand der Güssinger Altstadt gelegen
- Kastell Güssing: eingeschoßiger Schlossbau aus dem 17. Jahrhundert, ehemaliger Sitz der Bezirkshauptmannschaft
- Schloss Draskovich: Klassizistischer Bau aus der Zeit um 1800, Sitz der Familie Drašković in Güssing
- Schloss Eberau: einst größte Wasserburganlage Österreichs, über mehrere Jahrhunderte hinweg Stammsitz der Familie Erdődy
- Schloss Kohfidisch: dreiflügelige Schlossanlage mit Wurzeln bis ins 16. Jahrhundert, teilweise als Veranstaltungszentrum genutzt
- Schloss Luising: neohistoristischer Schlossbau am Nordrand von Luising, errichtet um 1990, Landsitz von Alfons Mensdorff-Pouilly[18]

### Kellergassen und Weinberge
- Deutsch Schützener Weinberg
- Gaaser Weinberg
- Kellerviertel Heiligenbrunn
- Kleincsater und Hochcsaterberg

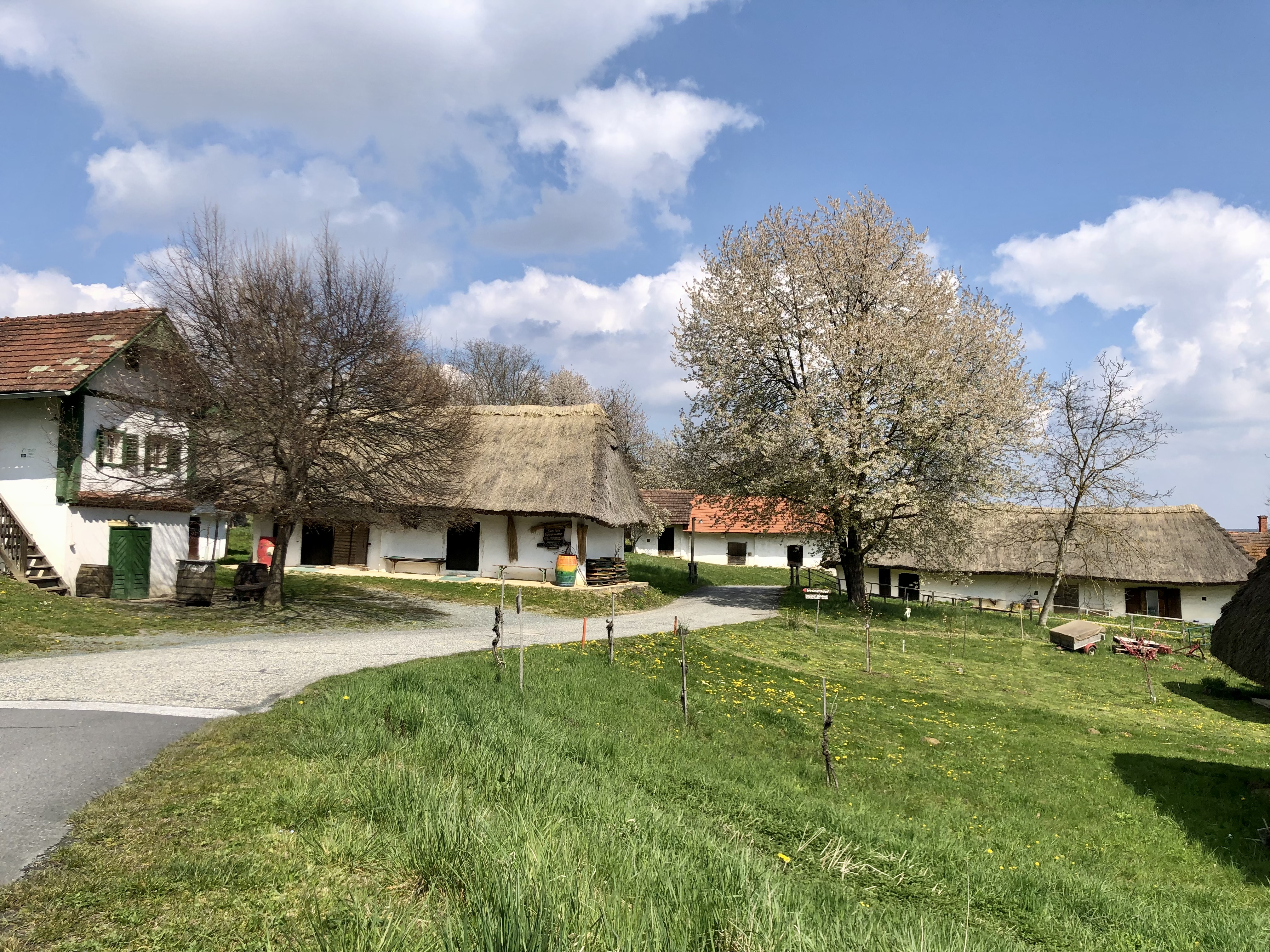
Der Beginn der Kellergasse im Kellerviertel Heiligenbrunn

- Obere und Untere Kellergasse in Eisenberg
- Prostrumer Weinberg

### Kirchen und Kapellen
- Dreifaltigkeitskapelle am Csaterberg: achteckiger Bau mit Kuppeldach mit laternenartigem Glockenturmaufbau, errichtet 1929[19]

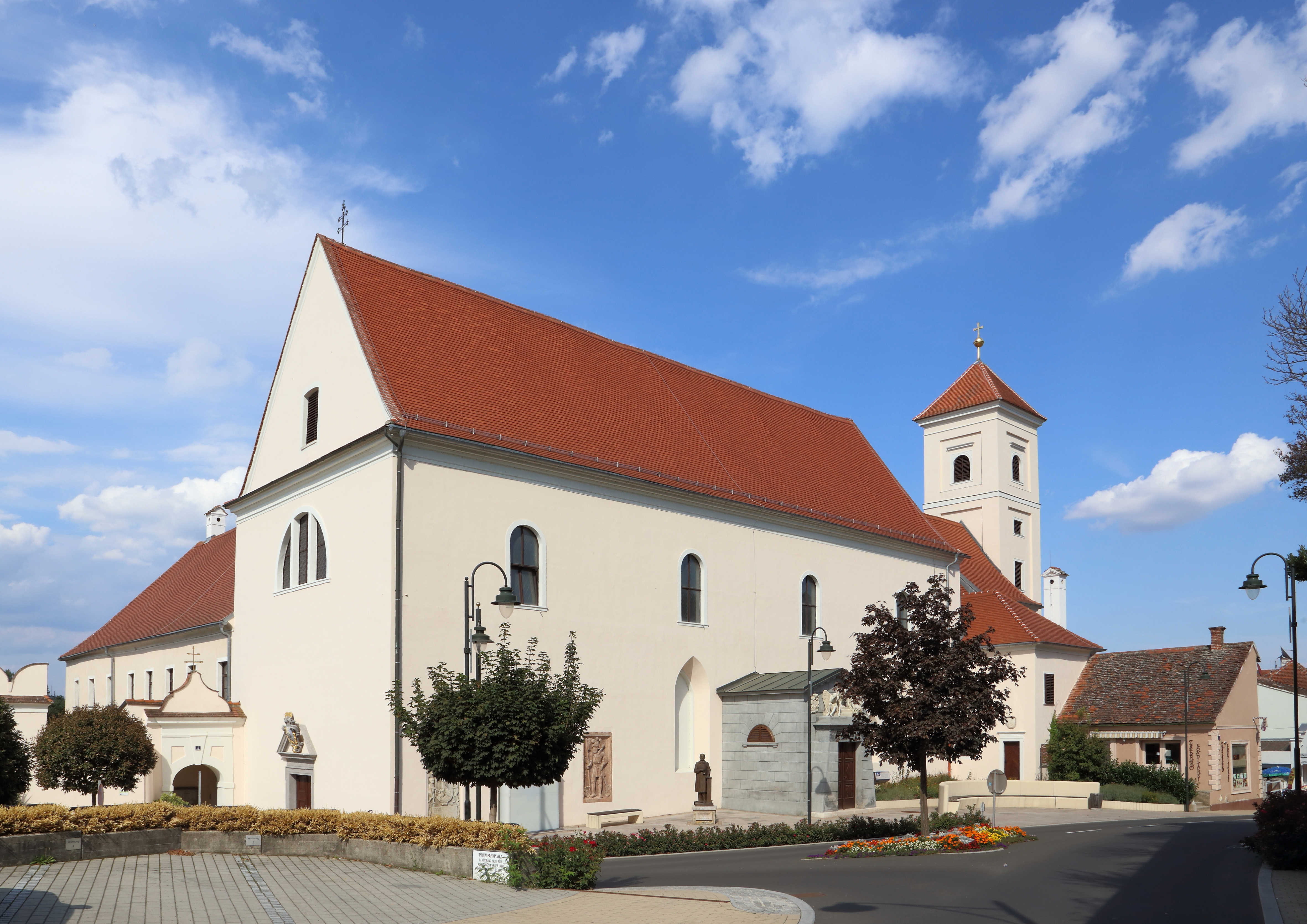
Kloster und Klosterkirche Güssing

- Franziskanerkloster und Klosterkirche Güssing: Dreiflügeliger Klosterbau aus dem Jahr 1574 mit angrenzender Klosterkirche Mariä Heimsuchung von 1683. Die 2013 zur Basilica minor erhobene Kirche hat einen barocken Hochaltar nach einem Entwurf von Filibert Lucchese und ist Grablege des Seligen Ladislaus Batthyány-Strattmann. Besitzt eine Klosterbibliothek mit zahlreichen wertvollen Inkunabeln und Handschriften, und beheimatet die mit der Batthyány-Familiengruft die flächenmäßig zweitgrößte Gruftanlage Österreichs.
- Martinskirche Deutsch Schützen: Außerhalb des Dorfes liegende ehemalige Pfarrkirche. Vom ursprünglich romanischen Bau ist nur noch der gotische Chor aus der Zeit um 1400 erhalten. Turm und Mittelbau wurden 1945 nach einem Teileinsturz abgetragen.Martinskirche Deutsch Schützen

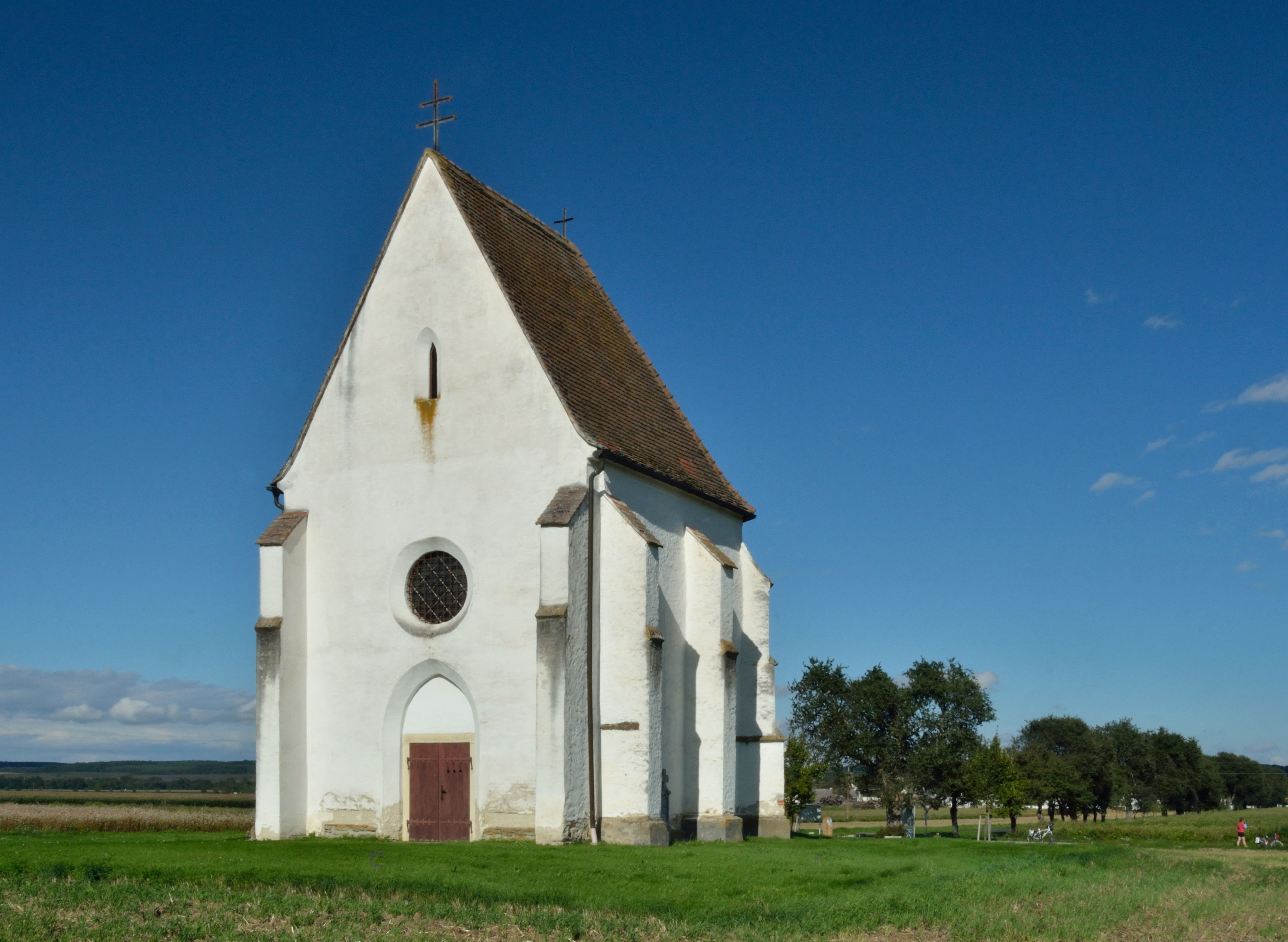
Martinskirche Deutsch Schützen

- Pfarrkirche Deutsch Schützen: großer neoromanischer Sakralbau im Zentrum von Deutsch Schützen, errichtet 1933 bis 1938 nach Plänen von Dionysius Kopfensteiner
- Pfarrkirche Bildein: barocker Kirchenbau von 1745 mit spätgotischem Chor mit Netzrippengewölbe aus der Zeit um 1500, barocke Ausstattung (Mitte 18. Jahrhundert)
- Pfarrkirche Eberau: Barockbau aus der Zeit um 1745 mit spätgotischem Chor mit Netzrippengewölbe aus dem 15. Jhd., barocke Ausstattung (Mitte 18. Jahrhundert)
- Pfarrkirche Güssing: romanische Wehrkirche aus dem 9. Jahrhundert, eines der ältesten noch erhaltenen Kulturdenkmäler des Burgenlandes, als Friedhofskirche genutzt
- Pfarrkirche Moschendorf: spätbarocke Kirche mit barocker Innenausstattung aus dem Jahr 1773, im Dorfzentrum gelegen
- Pfarrkirche Heiligenbrunn: spätbarocker Saalbau von 1764 mit barockem Hochaltar von 1655, ehemalige Wallfahrtskirche
- Wallfahrtskapelle hl. Ulrich in Heiligenbrunn: mittelalterliches Quellheiligtum mit Kapelle, erstmals urkundlich erwähnt 1198
- Wallfahrtskirche Maria Weinberg in Gaas: Gotischer Bau aus der Zeit um 1500 mit teilbarockisiertem Kirchturm mit Zwiebelhelm. Der romanische Chor mit gotischem Netzrippengewölbe geht auf eine Kapelle der Burg Kertes von 1155 zurück, die barocke Einrichtung entstand zwischen 1777 und 1820. Die Kirche ist der bedeutendste Wallfahrtsort des Südburgenlands, und verfügt über das Gnadenbild einer spätgotischen Madonna auf einer Mondsichel.Innenraum der Pfarr- und Wallfahrtskirche Maria Weinberg

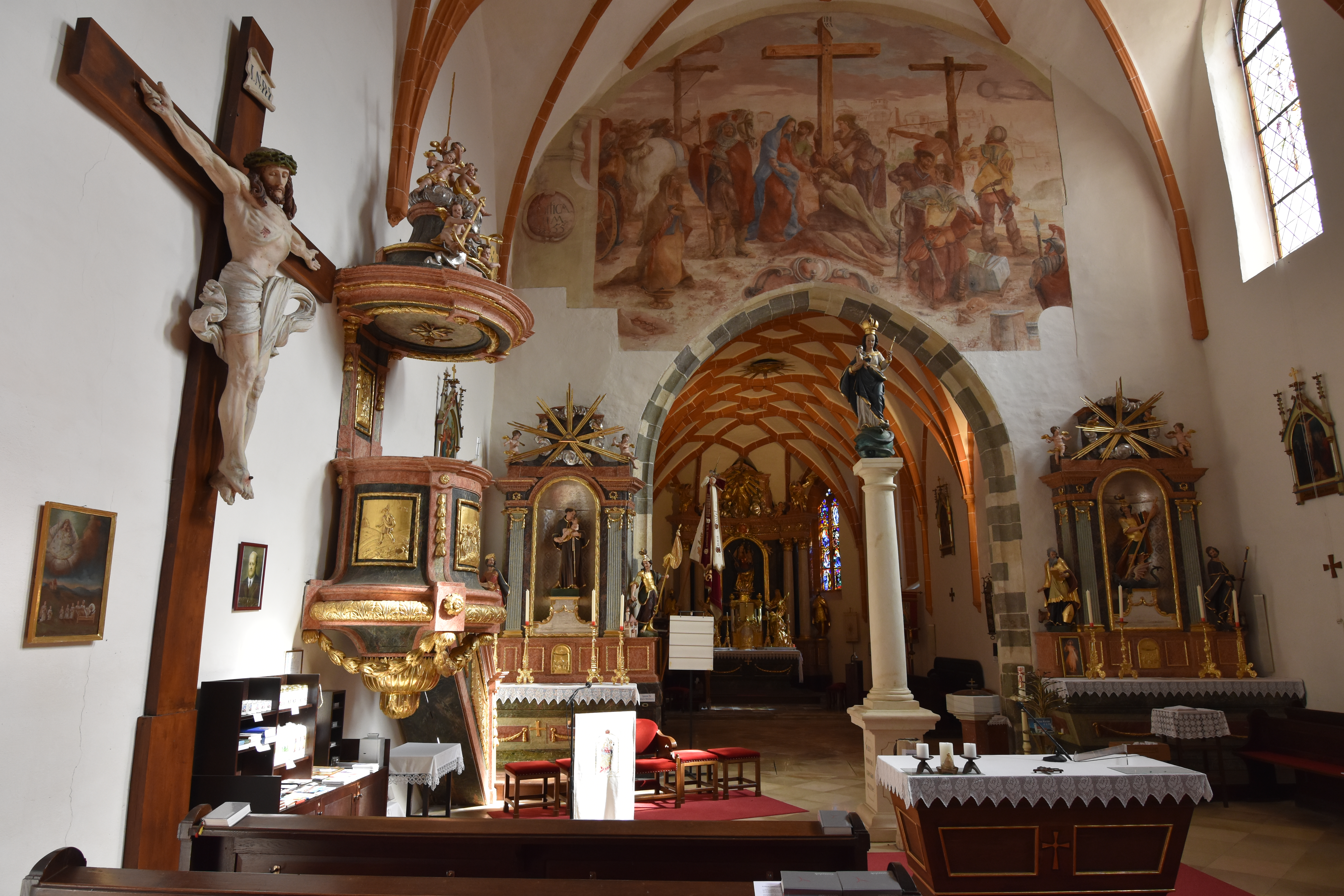
Innenraum der Pfarr- und Wallfahrtskirche Maria Weinberg

### Museale Einrichtungen
- Auswanderer- und Josef-Reichl-Museum: ehemalige Hofmühle Güssing, Museum über die Geschichte der Massenemigration aus dem Südburgenland, sowie den Heimatdichter Josef Reichl
- Geschichte(n)haus Bildein: Museum für burgenländische Zeitgeschichte in Bildein, thematisiert die Geschichte des Bundeslandes Burgenland von seinen Anfängen 1921 bis in die Gegenwart[20]
- Grenzerfahrungsweg Bildein: ca. 4 km langer Rundwanderweg, der die Geschichte der Grenze vom Anschluss des Burgenlandes an Österreich bis zum Fall des Eisernen Vorhanges vermitteln soll[21]Das Weinmuseum Moschendorf, Sitz der Verwaltung des Naturparks Weinidylle

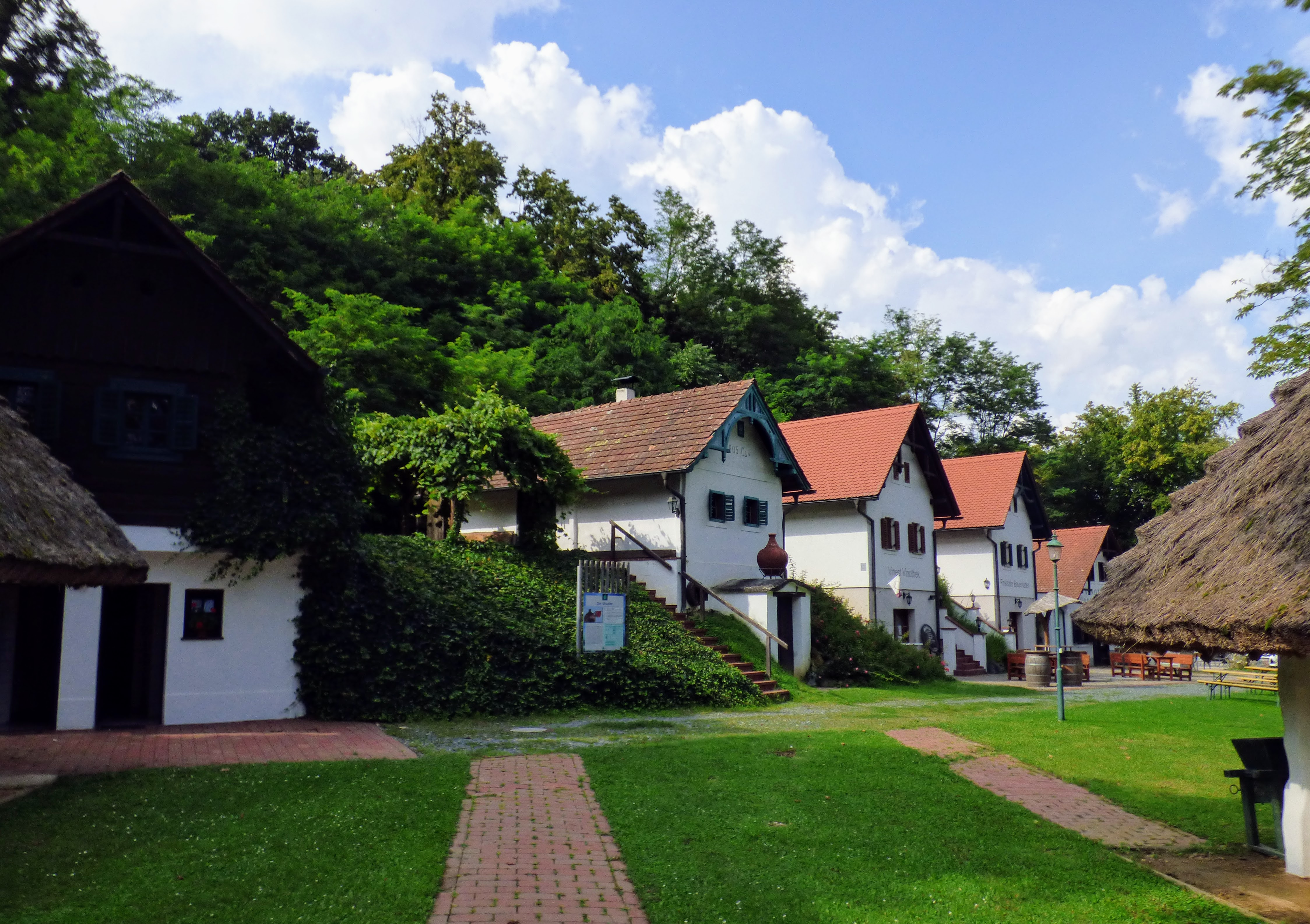
Das Weinmuseum Moschendorf, Sitz der Verwaltung des Naturparks Weinidylle

- Weinmuseum Moschendorf: Freilichtmuseum mit originalgetreu wiederaufgebauten Gebäuden aus der Region, Veranstaltungszentrum, Sitz der Naturparkverwaltung und des Südburgenland Tourismus[22]

### Sonstige Bauwerke
- Friedhofshügel Hagensdorf-Luising: vermutlich vorchristliches Hügelgrab, später zur Wehranlage ausgebaut und bis ins 13. Jahrhundert als solche genutzt, früherer Standort der Pfarrkirche Hagensdorf
- Größte Uhudlertraube Österreichs: aus dem Stumpf einer bei einem Blitzschlag beschädigten, ursprünglich als Naturdenkmal deklarierten, Stieleiche gefertigte Motorsägenskulptur in Heiligenbrunn[23]Größte Uhudlertraube Österreichs am Beginn der Kellergasse in Heiligenbrunn

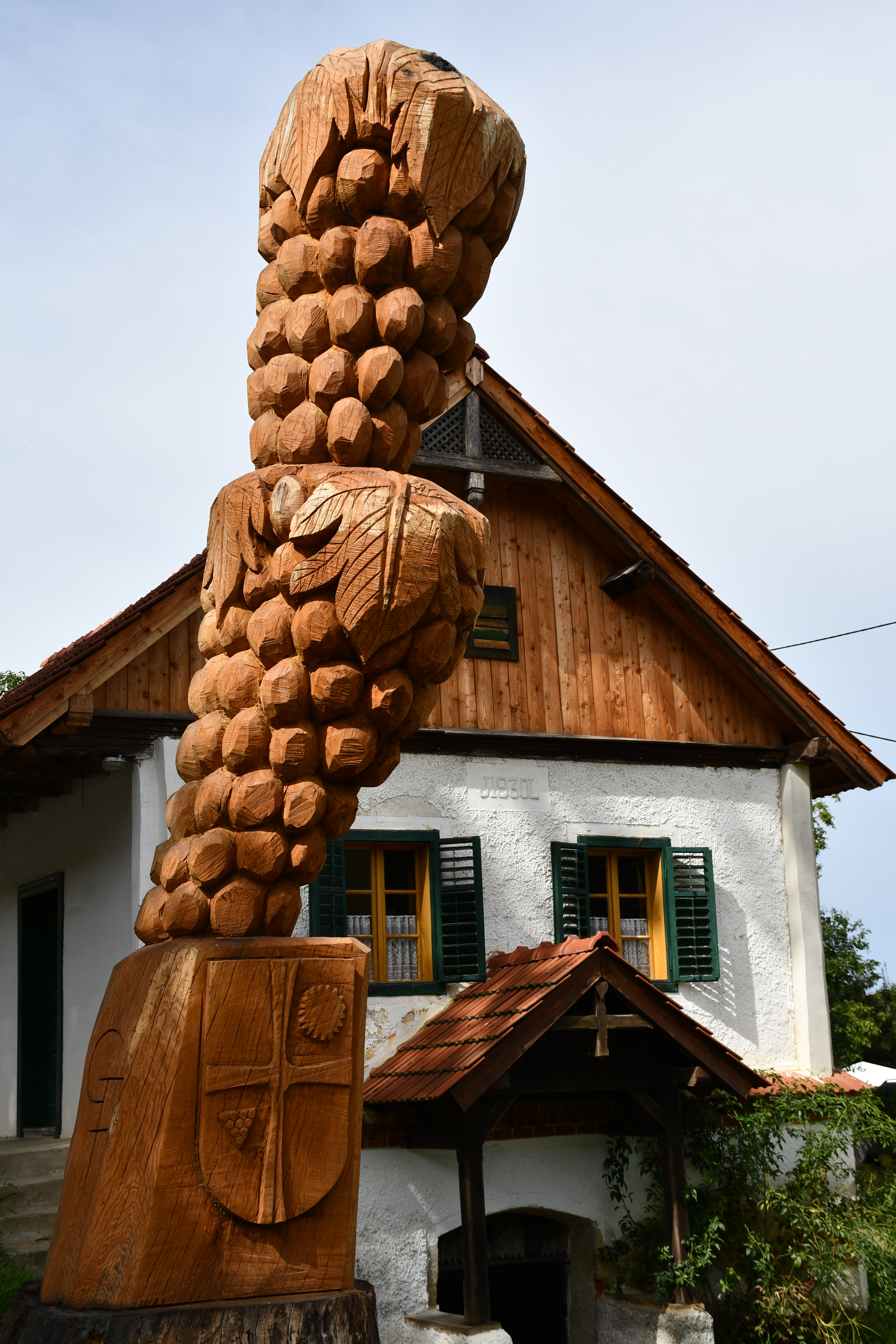
Größte Uhudlertraube Österreichs am Beginn der Kellergasse in Heiligenbrunn

- Römische Hügelgräber bei Strem: im Altwald zwischen Strem und Urbersdorf gelegene Gräbergruppen mit acht Gräbern aus der norisch-pannonischen Epoche aus dem 2. Jahrhundert vor Christus[24]
- Schlossriegel Strem: künstlich aufgeschüttetes Hügelplateau südlich des Ortes, Standort einer nicht mehr vorhandenen Wehranlage, ehemals Sitz von Herrschaft und Gerichtsbarkeit des Distrikts Strem
- Wassererlebniswelt Südburgenland: ca. 3 ha große Freizeit- und Badeanlage im Gemeindegebiet von Eberau; mit Naturbadeteich, künstlichem Wasserlauf und mehreren Sport- und Spielplätzen[25]

## Naturparkschulen
Im Naturpark gibt es mehrere Bildungseinrichtungen, die nach dem Konzept einer Österreichischen Naturparkschule geführt werden. Das Zertifikat einer solchen Schule erhalten jene Bildungseinrichtungen einer Naturparkgemeinde, die ihr Leitbild an den vier Zielen eines Naturparkes orientieren – Schutz, Erholung, Bildung und Regionalentwicklung – und diese durch gemeinsame Projekte, Exkursionen und interaktives Lernen in der Natur als Lerninhalte vermitteln.
Folgende zehn Einrichtungen führen das Zertifikat einer Naturparkschule:
- Kindergarten Deutsch Schützen
- Kindergarten Moschendorf
- Kindergarten Strem
- Volksschule Deutsch Schützen
- Volksschule Eberau
- Volksschule Heiligenbrunn
- Volksschule Kohfidisch
- Volksschule Moschendorf
- Volksschule Strem
- Mittelschule Josefinum Eberau
- Landwirtschaftliche Fachschule Güssing[28]